# Louis, enfant roi
Pour plus de détails, voir Fiche technique et Distribution.
Louis, enfant roi est un film français réalisé par Roger Planchon, sorti en salles le 20 avril 1993.
Le film suit les événements de la Fronde de 1648 à 1652 avec précision tout en restant très théâtral (Planchon étant un homme de théâtre). Le film est entièrement tourné en décors naturels. L'histoire est présentée par l'intermédiaire du rôle de Philippe (frère du roi), à la fois protagoniste et narrateur du récit.

## Synopsis
Janvier 1649 : depuis la mort de son père, le jeune Louis XIV doit faire le dur apprentissage du pouvoir royal. Il doit faire face aux intrigues des grands du royaume qui mènent la Fronde, aux accords et aux trahisons de ses proches. Il est aidé en cela par sa mère Anne d'Autriche et par Mazarin.

## Fiche technique
- Réalisation : Roger Planchon
- Décors : Ezio Frigerio
- Costumes : Franca Squarciapino
- Photographie : Gérard Simon
- Musique : Jean-Pierre Fouquey, Jean-Baptiste Lully
- Montage : Isabelle Devinck
- Script : Roger Planchon
- Coordinateur des combats et des cascades : Claude Carliez et son équipe
- Production : Margaret Menegoz, Les Films du losange
- Direction de production : Marc Maurette
- Pays de production :  France
- Genre : Biopic, drame et historique
- Durée : 160 minutes
- Date de sortie : 
  - France : 20 avril 1993

## Distribution
- Maxime Mansion : Louis XIV
- Jocelyn Quivrin : Philippe, duc d'Anjou
- Paolo Graziosi : Mazarin
- Carmen Maura : Anne d'Autriche
- Hervé Briaux : Gaston d'Orléans
- Serge Dupire : le Grand Condé
- Régis Royer : Conti
- Michèle Laroque : la duchesse de Longueville
- Aurélien Recoing : Gondi, coadjuteur de Retz
- Isabelle Gélinas : la duchesse de Châtillon
- Brigitte Catillon : la duchesse de Chevreuse
- Irina Dalle : la Grande Mademoiselle
- Carlo Brandt : François de La Rochefoucauld
- Roger Planchon : un domestique, préposé au pot de pisse
- Marcel Bozonnet : le fantôme de Louis XIII
- Laurent Gamelon : Descouches
- Maurice Barrier : François de Comminges, comte de Guitaut
- Vanessa Wagner : Charlotte de Chevreuse
- Isabelle Renauld : Madame de Beauvais
- Max Vialle : Valot
- Élodie Frenck : la servante aux grands pieds
- Michèle Gleizer : Madame de Noirols
- Jean Leuvrais : Noivon
- Thierry Bosc : Turenne
- Elsa Saladin : Laura Mancini

## Distinctions
- Sélectionné au Festival de Cannes en 1993.
- Golden Camera 300 lors du Festival des frères Manaki 1994.

## Autour du film
Des séquences du film ont été tournées au Château de Chambord.